# خط مارث

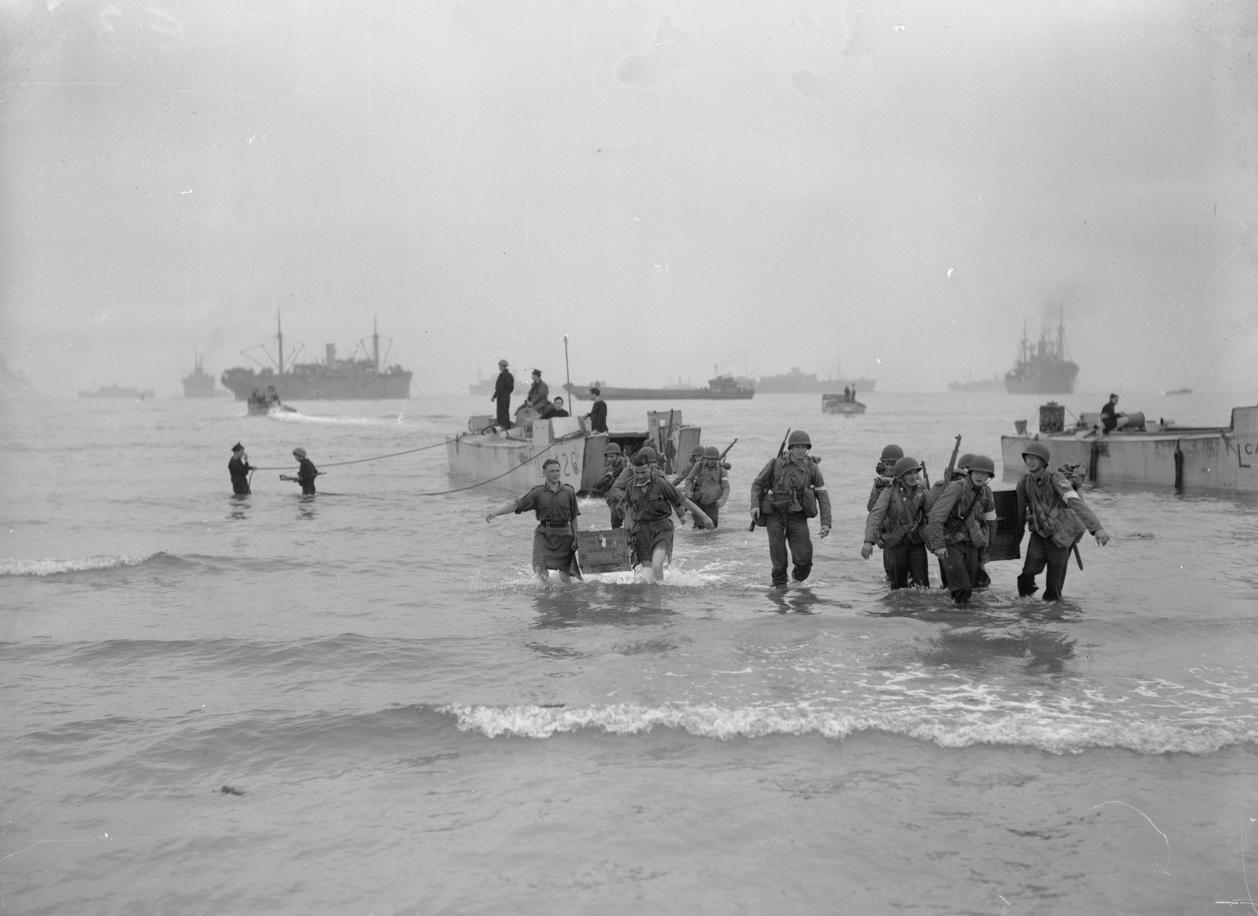
إنزال أمريكي على شواطئ شمال أفريقيا أثناء عملية المشعل

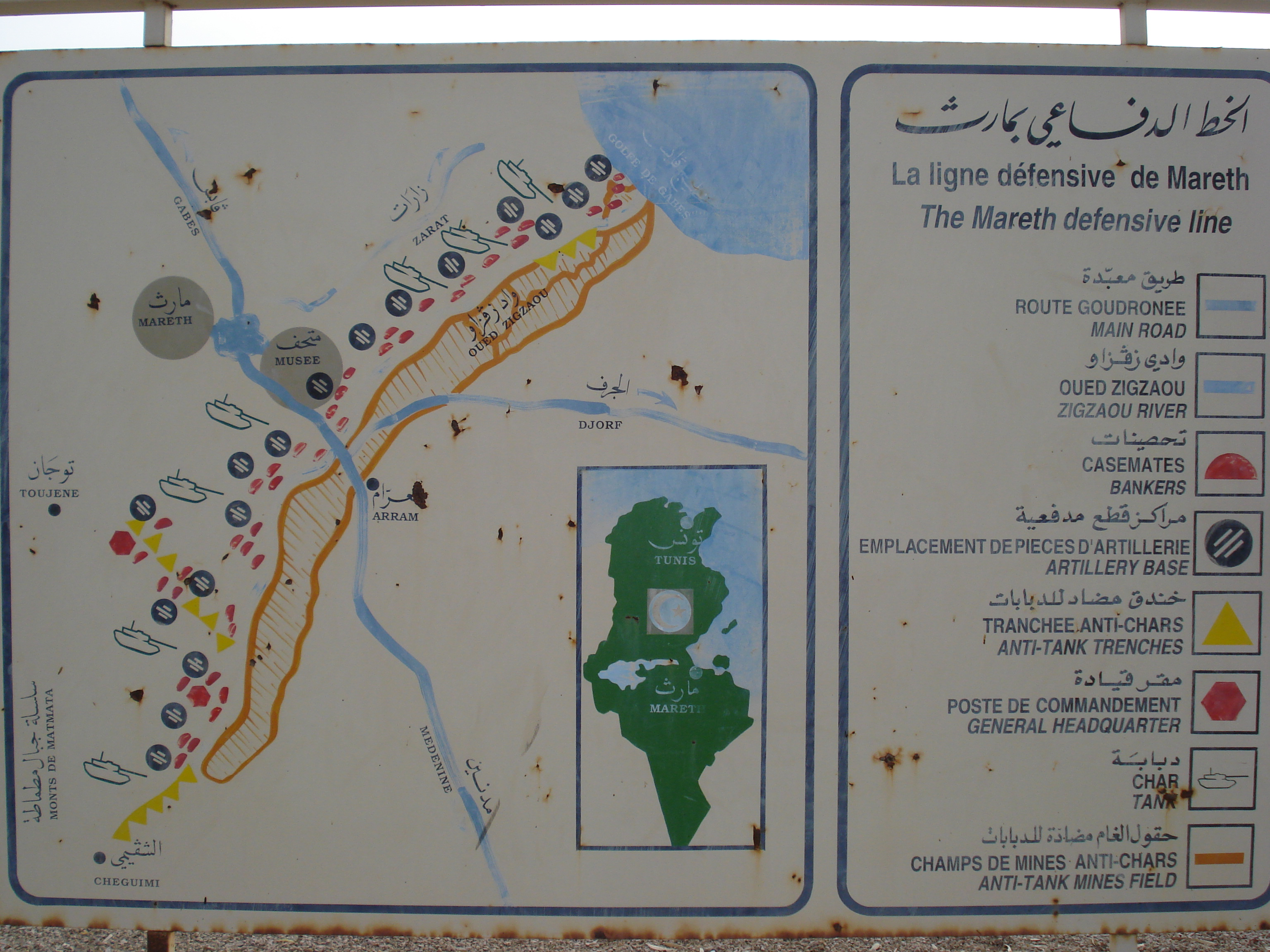
لوحة توضيحية لخط مارث قرب المتحف العسكري لخط مارث

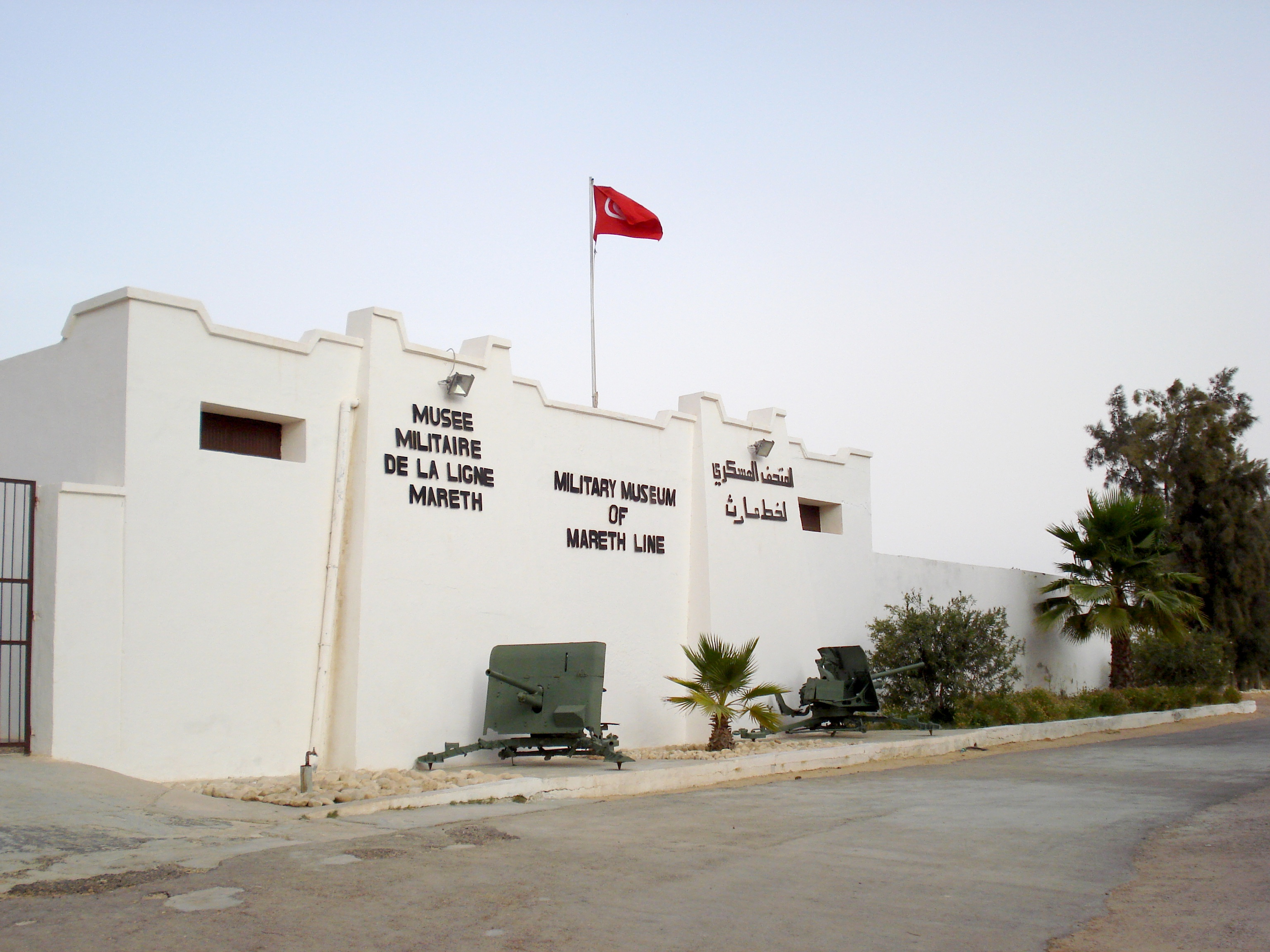
المتحف العسكري لخط مارث

خط مارث أو خط مارث الدفاعي أو الخط الدفاعي بمارث أو خط ماجينو الصحراوي هو نظام تحصينات بناه الفرنسيون، قبل الحرب العالمية الثانية بين سنتي 1936 و1940، قرب مدينة مارث الواقعة بين مدينتي قابس ومدنين في الجنوب التونسي. وصُمّم المشروع للدفاع ضد هجمات الإيطاليين من ليبيا ونواياهم التوسعية نحو تونس، حيث ضم خط مارث 40 مستودعا للمشاة و8 مستودعات للمدفعية و15 مركز قيادة و28 نقطة ارتكاز. ولكن بعد سقوط فرنسا وقيام عملية المشعل (Operation Torch)، سقطت هذه التحصينات في أيدي قوات المحور، فاستخدمها الإيطاليون والألمان للدفاع ضد البريطانيين.

## الموقع الجغرافي
تهيمن جبال الأطلس على تضاريس الشمال التونسي، في حين أن الجنوب هو إلى حد كبير مسطح. الميزة الرئيسية في الجنوب هي تلال مطماطة، وهي سلسلة تلال متتالية من الشمال إلى الجنوب موازية تقريبا للساحل الشرقي. تقع غربي هذه التلال أراضي صحراوية قاسية، وهو ما جعل المنطقة، الواقعة بين هذه التلال والساحل الشرقي، تمثل المنفذ الوحيد سهل العبور إلى المناطق الشمالية المأهولة. تمتد سلسلة تلال أخرى أصغر من الشرق إلى الغرب على طول الحد الشمالي لتلال مطماطة، وهي ما تزيد من تعقيد هذا المنفذ. توجد فجوة صغيرة هاتين السلسلتين، هي فجوة طباقة، في أقصى شمال تلال مطماطة.
يتبع خط مارث بشكل عام وادي زقزاو على طول 35 كيلومترا من البحر إلى تلال مطماطة، قاطعا الطريق الساحلية. مثّل الوادي خطًا دفاعيًا طبيعيًا إضافيا. فكان خط وكان شهيرا بكونه أصعب خط دفاعي عسكري في شمال أفريقيا. كانت الفرنسيون يرون أن تلال مطماطة هي صعبة النفوذ وهو ما يكفي لإفشال أي محاولة للعدو في المرور دون الشريط الساحلي. وهو ما وقع تفنيده في وقت لاحق في عملية supercharge الثانية (Operation Supercharge II).

## معركة مارث (16 - 28 مارس \ آذار 1943)

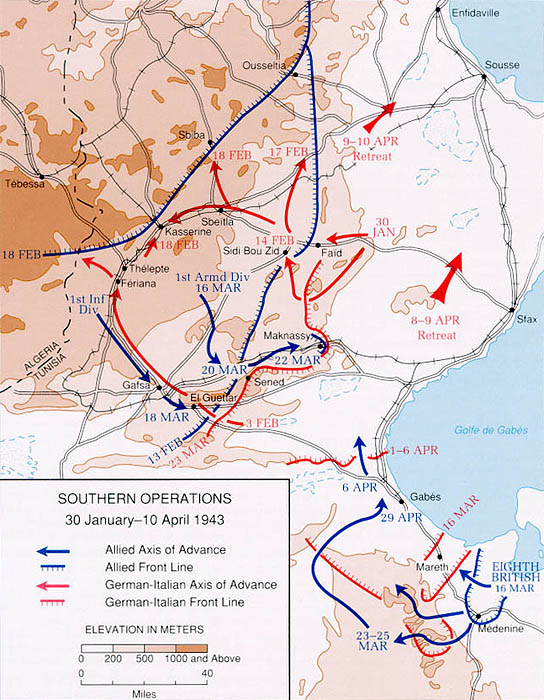
نفوذ الجيش البريطاني الثامن عن خط مارث أثناء الحرب العالمية الثانية

بعد نجاح قوات الحلفاء في العلمين، تراجعت القوات الألمانية والإيطالية إلى شمال ليبيا وتونس. توقف الجيش البريطاني الثامن بقيادة اللواء برنارد مونتغمري في مدنين للإعداد للهجوم الصعب على خط مارث والجيش الإيطالي الأول، وهو الذي يضم بقايا فيلق الصحراء الذي قاده المشير الألماني إيرفن رومل والجيوش الإيطالية بقيادة اللواء جيوفاني ميسي الذي حاول القيام بهجوم مضاد. وعندما فشلت في ذلك، انسحبت قوات المحور إلى خط مارث لانتظار الهجوم والتصدي له.

### عملية Pugilist
في 19 مارس (آذار) 1943، قام الجيش البريطاني الثامن بالهجوم على خط مارث. فتمكن الفيلق الخمسون بنجاح من اختراق الخط بالقرب من قرية الزارات، ولكن دُمّر جيبهم بفعل الهجوم المضاد من فيلق المشاة الخامس عشر الألماني في 22 مارس (آذار).
أكدت العمليات الاستطلاعية التي قام بها جيش الصحراء البعيدة المدى (Long Range Desert Group، وهو اسم الجيش البريطاني الذي حارب أثناء الحرب العالمية الثانية في شمال أفريقيا) أنه يمكن تجاوز الخط. وهذا من شأنه تمكين قوة للتقدم الهجومي غربي فجوة طباقة والظهور على السهل الساحلي وراء خط مارث، وهو ما يسمى «الخطّاف الأيسر» (the "left hook"). فأرسل اللواء مونتغمري، وفقا لذلك، الفيلق النيوزيلندي الثاني بقيادة اللواء النيوزيلندي برنارد فريبارغ، معززا بفيالق بريطانية بقيادة العميد برايان هوروكس، عبر تلال مطماطة. غير أن هذا الهجوم مُنِي بالهزيمة نتيجة الإصرار الدفاعي لقوات المحور.

### عملية supercharge الثانية
رغم فشل هجمات الفيلق البريطاني الثلاثين والفيلق النيوزيلندي الثاني، أُعيد توزيع قوات الحلفاء، فبدأت هجمات جديدة في 26 مارس (آذار). قام هذا «الخطّاف الأيسر» (the "left hook") بالنفاذ من فجوة طباقة في 27 مارس (آذار)، وهو ما تزامن مع الهجوم الأمامي للخط، الذي أصبح من الصعب الدفاع عنه من طرف قوات المحور. ومع ذلك، تمكنت قوات اللواء الإيطالي جيوفاني ميسي من الهرب من التطويق عندما عُطّل تقدم الفيلق البريطاني العاشر في قرية الحامة قرب مدينة قابس. تراجعت، بعد ذلك، قوات المحور إلى خط على وادي العكاريت، يبعد 60 كم نحو الشمال.

## متحف خط مارث العسكري
يضم متحف خط مارث العسكري، المبنيّ قرب مستودع للمشاة على خط مارث ووادي زقزاو، مجموعة من التحف التذكارية لمعركة مارث.

## مقالات ذات صلة
- قائمة الجدران

### مواضيع ذات علاقة
- الحرب العالمية الثانية.

### وصلات خارجية
- خارطة توضيحية لخط مارث.
- صور وخارطات لخط مارث.
- صور لمعركة خط مارث.
- صور من الحرب العالمية الثانية في فجوة طباقة.